# Gina Stechert
Pour les articles homonymes, voir Stechert.
Gina Stechert, née le 20 novembre 1987 à Oberstdorf, est une skieuse alpine allemande. Elle a commencé en Coupe du monde en 2004, puis remporte en 2009 une descente.

## Biographie
Sœur du skieur alpin Tobias Stechert, elle prend part à ses premières courses FIS lors de la saison 2002-2003. En décembre 2004, elle se retrouve au départ du super G de Saint-Moritz pour son premier départ en Coupe du monde. Cette station est aussi le lieu de sa première victoire dans la Coupe d'Europe dans une descente, puis de son premier résultat dans les points dans la Coupe du monde avec une 22e place en super combiné.
L'hiver suivant, elle marque des points en super G et descente également, pour atteindre son premier top dix à San Sicario (10e du super G). Ces résultats contribuent à sa sélection pour les Championnats du monde à Åre, où elle arrive 22e du super G. Aux Championnats du monde junior, elle enregistre son meilleur résultat cet hiver avec la cinquième place en descente.
Elle démarre en forme la saison 2008-2009 par une quatrième place en descente à Lake Louise, avant d'obtenir des résultats contrastés. Aux Championnats du monde à Val d'Isère, elle se classe douzième au super combiné, avant de finir en vainqueur sur la descente de Tarvisio, soit son unique succès en Coupe du monde (et aussi podium). Elle y devance la leader au classement général Lindsey Vonn de un centième de seconde, bénéficiant notamment de meilleures conditions de neigeuse en partant tôt.
En 2010, son temps fort est sa participation aux Jeux olympiques de Vancouver, où elle finit deux courses sur trois départs : dixième de la descente et quinzième du super G.
Elle prend part aux Championnats du monde 2011 à Garmisch-Partenkirchen en Allemagne.
En janvier 2014, alors qu'elle compte un point en Coupe du monde cet hiver, elle chute lors de la Coupe du monde à Altenmarkt et se blesse à un tendon au genou.

## Palmarès

### Jeux olympiques
| Épreuve / Édition | Vancouver 2010 |
| Descente          | 10e            |
| Super G           | 15e            |
| Super combiné     | Abandon        |

### Championnats du monde
| Épreuve / Édition | Åre 2007 | Val d'Isère 2009 | Garmisch-Partenkirchen 2011 |
| Descente          | Abandon  | 26e              |                             |
| Super G           | 22e      | Abandon          | Abandon                     |
| Supe combiné      | Abandon  | 12e              |                             |

### Coupe du monde
- Meilleur classement général : 38e en 2009.
- 1 podium : 1 victoire (en descente).

#### Victoire
| Saison \ Épreuve | Descente | Total |
| 2008-2009        | Tarvisio | 1     |
| Total            | 1        | 1     |

#### Classements
| Saison/Classement | Général | Général | Descente | Descente | Super G | Super G | Combiné | Combiné |
| Saison/Classement | Class.  | Points  | Class.   | Points   | Class.  | Points  | Class.  | Points  |
| ----------------- | ------- | ------- | -------- | -------- | ------- | ------- | ------- | ------- |
| 2006              | 106e    | 9       | -        | -        | -       | -       | 32e     | 9       |
| 2007              | 65e     | 90      | 39e      | 21       | 27e     | 60      | 38e     | 9       |
| 2008              | 43e     | 135     | 29e      | 67       | 39e     | 13      | 13e     | 55      |
| 2009              | 38e     | 195     | 13e      | 153      | 37e     | 24      | 30e     | 18      |
| 2010              | 42e     | 175     | 21e      | 92       | 28e     | 44      | 12e     | 39      |
| 2011              | 64e     | 85      | 25e      | 67       | 39e     | 18      | -       | -       |
| 2013              | 74e     | 58      | 28e      | -        | -       | -       | -       | -       |
| 2014              | 119e    | 1       | 53e      | 1        | -       | -       | -       | -       |